# Moving Pieces
《Moving Pieces》是 Travis Japan 的第 2 張單曲，於 2023 年 5 月 15 日由美國 Capitol Records 和日本環球音樂發行。

## 概要
《Moving Pieces》是 Travis Japan 的第 2 張數位單曲 。
全曲歌詞皆無英語，由曾與小賈斯汀、紅髮艾德等歌手合作過的世界知名音樂製作人 Poo Bear 創作與製作。
編舞則由團名來源兼創辦人之一的 Travis Payne 設計。 

## 成績
在 5 月 24 日公布的「Oricon 數位單曲週排行榜」中達到 39,906 次下載，繼出道單曲《JUST DANCE!》後再次獲得第 1 名。 。

## 歌曲
1. Moving Pieces

作詞、作曲：Jason Poo Bear Boyd・The Audibles

## 備註
1. ↑  . ORICON NEWS.   [2023-06-26]. （原始内容存档于2023-05-30）.
2. ↑  . ORICON NEWS.   [2023-06-26]. （原始内容存档于2023-06-01）.
3. 1 2  . Billboard JAPAN.   [2023-06-26]. （原始内容存档于2023-06-26） （日语）.
4. ↑  . Travis Japan. 2023-04-30  [2023-06-21]. （原始内容存档于2023-06-23） （日语）.
5. ↑  Inc, Natasha. . 音楽ナタリー.   [2023-06-21]. （原始内容存档于2023-06-21） （日语）.
6. ↑  . ORICON NEWS.   [2023-06-26]. （原始内容存档于2023-05-30） （日语）.

## 外部網站
- 歌曲介紹頁
  - Moving Pieces （页面存档备份，存于）- 日本環球音樂
  - Moving Pieces （页面存档备份，存于）- FAMILY CLUB Official Site
- YouTube
  - Travis Japan - 'Moving Pieces' Music Video - （页面存档备份，存于） - YouTube